# جبرة هامشية
الجبرة الهامشية (باللاتينية: Holosteum marginatum) نوع نباتي يتبع جنس الجبرة من الفصيلة القرنفلية.

## الموئل والانتشار
تنتشر في تركيا والقوقاز ورومانيا.